# Code.org

Code.orgのロゴ

Code.orgとはハディとアリ・パルトヴィ兄弟 による非営利団体及び同名のウェブサイトであり、アメリカ合衆国の人々、特に学生による計算機科学の勉強を支援することを目的にしている。ウェブサイトでは無料のプログラミングレッスンを受けることが出来て、カリキュラムに計算機科学の授業を増やすことを推進する教育機関を対象にした運動を行っている。2013年12月9日に「Hour of Code 2013 」という国中で計算機科学を推進するチャレンジイベントをコンピューターサイエンスウィーク期間中の15日まで開催した。ビル・ゲイツ、Facebookのマーク・ザッカーバーグといった大手IT企業や創設者から1,000万ドル提供を受けた。

## 目的
公式サイトによれば、Code.orgには以下の目標が有る:
- アメリカ合衆国の全てのK-12教育機関（特に都市部、農村部地域）に計算機科学授業を導入
- 公共学校教室でのオンラインカリキュラムの成功例をデモンストレーション
- 計算機科学を数学や科学における中核カリキュラムにするために全50州の政策を変える
- 計算機科学教育を世界中に広め成長させるために技術コミュニティの力を集め活用する
- 計算機科学分野において有色人種の女性や学生の存在感を増加させる

## 歴史

### 設立と初のビデオ公開
2013年1月にハディとアリ・パルトヴィ兄弟がすべての人々がプログラミングできるようにすることを目的に設立した。初期の活動はアメリカ合衆国の計算機科学の全教室を網羅したデータベースを製作することだった。この設立はTechCrunchやThe Mary Sueといった複数のIT系ウェブサイトで報じられた。一ヶ月後の2月末、マーク・ザッカーバーグ、ビル・ゲイツ、ジャック・ドーシーや他のプログラマーや実業家が出演しプログラミングを覚えることの重要性を説明したビデオが公開され、これも数ある報道機関で取り上げられた。2週間後、TechCrunchはこのビデオがヒット作になったと報じた。

### 1時間プログラミングチャレンジ
2013年12月9日から15日まで開催されたコンピューターサイエンスエデュケーションウィーク の一環としてCode.orgはサイト上で生徒に計算機科学を教えショートプログラミングチュートリアルを完成させることを目的とした「1時間プログラミングチャレンジ」を開催した。このチャレンジはLOGOと似ているビジュアルプログラミング言語であるBlocklyを使って最初に設定された目標をクリアするためにコードの短いスニペットを記述する。手始めとして開催約2ヶ月前からこのチャレンジが告知された。開始時、バラク・オバマ米大統領やマイクロソフト、AppleといったIT企業最大手から支援を受けた。約2週間後、2,000万人以上が参加し、6億行以上のコードがチャレンジの一環として記述されたことが発表された。

## Flappy Birdのプログラミング
2014年2月、Flappy Birdというコンピュータゲームでプログラミングを覚える講座を手がけた。この講座ではドラッグ・アンド・ドロップでのチュートリアル方法を使ってゲームをプログラミングする全ての手順を学べて、最後にFlappy Birdを再製作できるようになっている。

## 評価
サンノゼ・マーキュリー・ニュースのマイク・キャシディーは「我々が必要とするアピール」とCode.orgと1時間プログラミングチャレンジを賞賛した。
ジョン・ドヴォラックはPC Magazineで1時間プログラミングチャレンジの重要性に触れ、「教育機関にコンピュータをさらに導入させる手段だと思う」と記述した。
デーブ・ワイナーは初期からCode.orgについて批評しており、最初のビデオ公開について「私はCode.orgでやりとりするという方法が好きになれない。また、どんな人だろうと誰かとやりとりするということ自体好きではない。83人以外の人々は、もし彼らの多くが最近コードを書いたとして、ほとんどの人は完成させることはないだろうし、そのことについて相談するアイデアも持っていないだろう。」と述べている。